# ونکووریسم
ونکووریسم (انگلیسی: Vancouverism) یک پدیده برنامه‌ریزی شهری و معماری در ونکوور، بریتیش کلمبیا، کانادا است. مشخصه آن جمعیت مسکونی زیادی است که در مرکز شهر زندگی می‌کنند با توسعه‌های کاربری مختلط، معمولاً با ارتفاع متوسط، پایه تجاری و برج‌های مسکونی باریک و ساختمان بلندمرتبه، وابستگی قابل توجهی به ترابری عمومی، ایجاد و نگهداری فضاهای پارک سبز و حفظ راهروهای دید. معمار بینگ تام ونکووریسم را اینگونه توصیف کرد:
این یک روحیه در مورد فضای عمومی است. فکر می‌کنم ونکووری‌ها بسیار بسیار مفتخرند که ما شهری ساختیم که واقعاً فضای فوق‌العاده‌ای در اسکله برای مردم برای بازسازی و لذت بردن دارد. در همان زمان، فالس کریک و بندر کول قبلاً زمین‌های صنعتی بودند که بسیار آلوده بودند. ما همه اینها را با توسعه جدید تازه کرده‌ایم و مردم به آب و مناظر دسترسی دارند؛ بنابراین، برای من، این ایده این است که افراد زیادی در کنار هم زندگی کنند و کاربردها را با هم ترکیب کنند؛ بنابراین، ما آپارتمان‌هایی در بالای فروشگاه‌ها داریم. در سوری، بریتیش کلمبیا ما یک دانشگاه در بالای یک مرکز خرید داریم. این اختلاط استفاده‌ها نشان دهنده ونکوور از نظر فرهنگ ما و نحوه زندگی ما با هم است.